# Sindromul impostorului

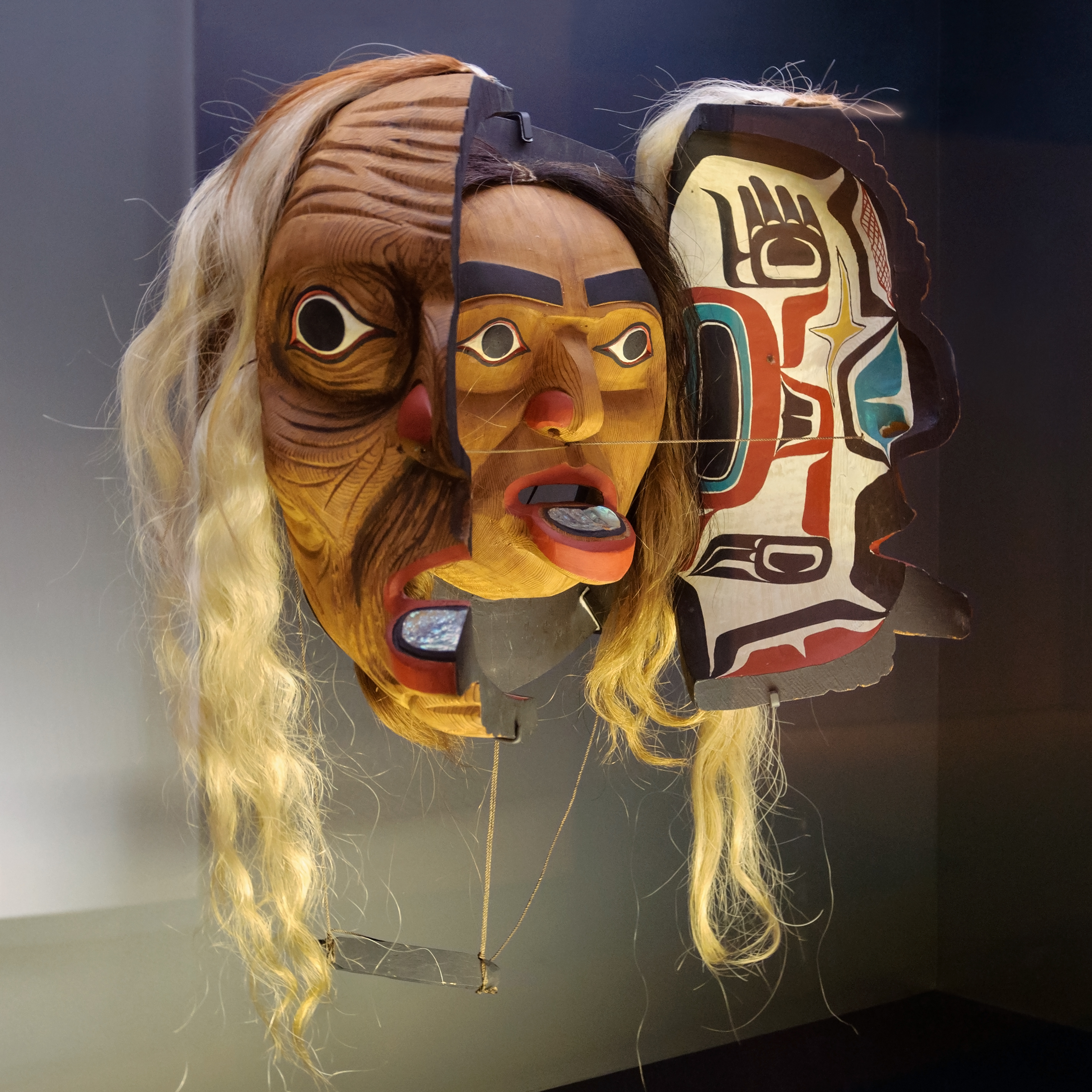
Este obișnuit ca impostorii să simtă că adevărata lor identitate va fi dezvăluită sub masca lor „frauduloasă”

Sindromul impostorului (cunoscut și sub numele de fenomenul impostorului, impostorism, sindrom de fraudă sau experiența impostorului) este un tipar psihologic în care un individ își pune la îndoială abilitățile, talentele sau realizările și are o teamă persistentă interiorizată de a fi expus ca „impostor”. În ciuda dovezilor externe ale competenței lor, cei care se confruntă cu acest fenomen rămân convinși că sunt impostori și nu merită tot ceea ce au realizat. Persoanele care suferă de acest sindrom își atribuie în mod incorect succesul norocului sau îl interpretează ca rezultat al înșelării altora în a crede că sunt mai inteligenți decât se percep ei înșiși.
Până acum sindromul impostorului a fost considerat deosebit de frecvent în rândul femeilor cu rezultate ridicate. Studii recente arată, totuși, că sindromul apare indiferent de sex, bărbații vorbind mai puțin deschis despre afecțiuni.
Sindromul impostorului apare și în contextul bolilor mintale și al tratamentului acesteia. Anumiți indivizi se pot vedea pe ei înșiși ca fiind mai puțin bolnavi (mai puțin deprimați, mai puțin anxioși) decât colegii lor sau alte persoane bolnave mintal, citând lipsa lor de simptome severe ca fiind indicația lipsei unei probleme sau a unei probleme minore. Persoanele cu această formă, de obicei nu  caută ajutor pentru problemele lor, deoarece consideră că acestea nu sunt demne de atenție psihiatrică.

## Istoric
Termenul de fenomenul impostorului a fost introdus într-un articol publicat în 1978, intitulat „Fenomenul impostorului la femeile cu rezultate ridicate: dinamică și intervenție terapeutică” de dr. Pauline R. Clance și dr. Suzanne A. Imes. Clance și Imes au definit fenomenul impostorului ca pe o experiență individuală de auto-percepție a nesincerității intelectuale (fraudă). Cercetătorii au investigat prevalența acestei experiențe interne intervievând un eșantion de 150 de femei cu rezultate ridicate. Toate participantele erau recunoscute oficial de către colegi pentru excelența lor profesională și au afișat realizări academice prin diplome obținute și scoruri de testare standardizate. În ciuda dovezilor consecvente ale validării externe, acestor femei le-a lipsit recunoașterea internă a realizărilor lor. Participantele au explicat cum succesul lor a fost un rezultat al norocului, iar alții pur și simplu supraestimează inteligența și abilitățile lor. Clance și Imes credeau că acest cadru mental pentru fenomenul impostorului s-a dezvoltat din factori precum: stereotipurile de gen, dinamica familiei timpurii, cultura și atribuirea cauzală. Cercetătoarele au stabilit că femeile care au experimentat fenomenul impostorului au prezentat simptome legate de depresie, anxietate generalizată și încredere scăzută în sine.
Clance și Imes au declarat în articolul lor din 1978 că, pe baza experienței lor clinice, fenomenul impostorului era mai puțin răspândit la bărbați. Acestea au menționat că sunt necesare cercetări suplimentare pentru a determina efectele fenomenului impostorului asupra bărbaților.

## Simptome
Experiența impostorului poate fi însoțită de anxietate, stres sau depresie.

## Măsurarea fenomenului impostorului
Prima scară desemnată pentru măsurarea caracteristicilor fenomenului impostorului a fost proiectată de Clance în 1985, numită scara Clance a fenomenului impostorului (CIP). Scara poate fi utilizată pentru a determina dacă caracteristicile fricii sunt prezente și în ce măsură. Aspectele fricii includ: frica de evaluare, frica de a nu continua succesul și frica de a nu fi la fel de capabili ca alții.
În lucrarea sa din 1985, Clance a explicat că fenomenul impostorului se poate distinge prin următoarele șase dimensiuni:
- Ciclul impostorului
- Nevoia de a fi special sau cel mai bun
- Caracteristicile superman/superwoman
- Frica de esec
- Negarea capacităților și a nu avea încredere în laude
- A simți frica și vinovăția pentru succes

Clance a remarcat că trăsăturile acestor șase dimensiuni pot varia. Prin acest model, pentru ca un individ să fie considerat că experimentează impostorismul, cel puțin două dintre aceste aspecte trebuie să fie prezente. Clance a teoretizat că cel mai important aspect pentru a înțelege manifestarea acestei experiențe poate fi văzut prin ciclul impostorului creat de ea.